# Ropica lachrymosa
Ropica lachrymosa là một loài bọ cánh cứng trong họ Cerambycidae.